# Julius Vermehren

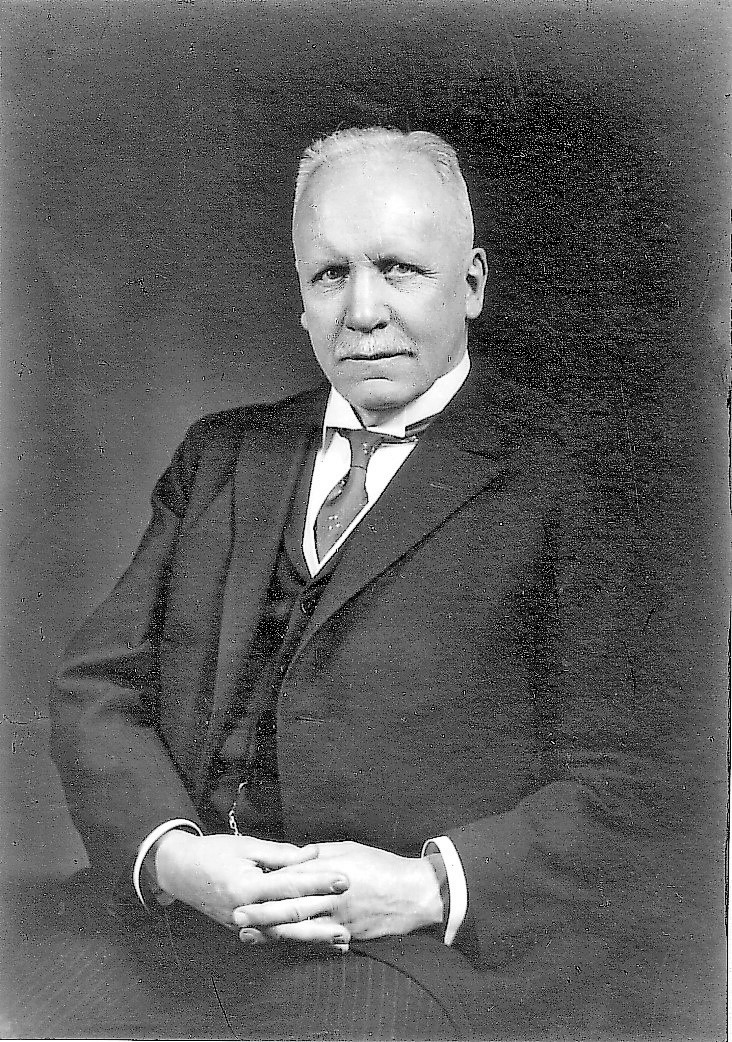
Julius Vermehren

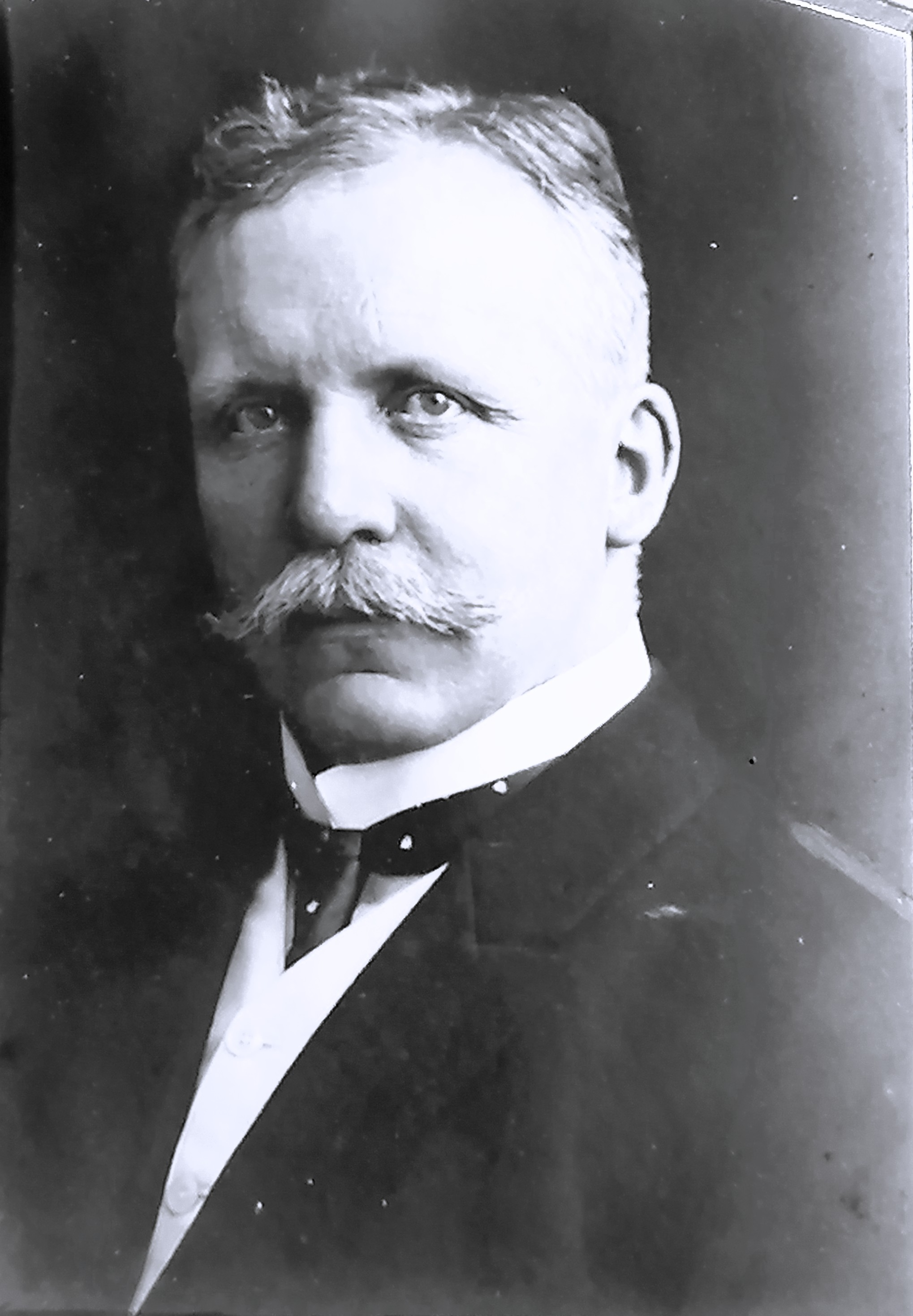
Erwählter Senator

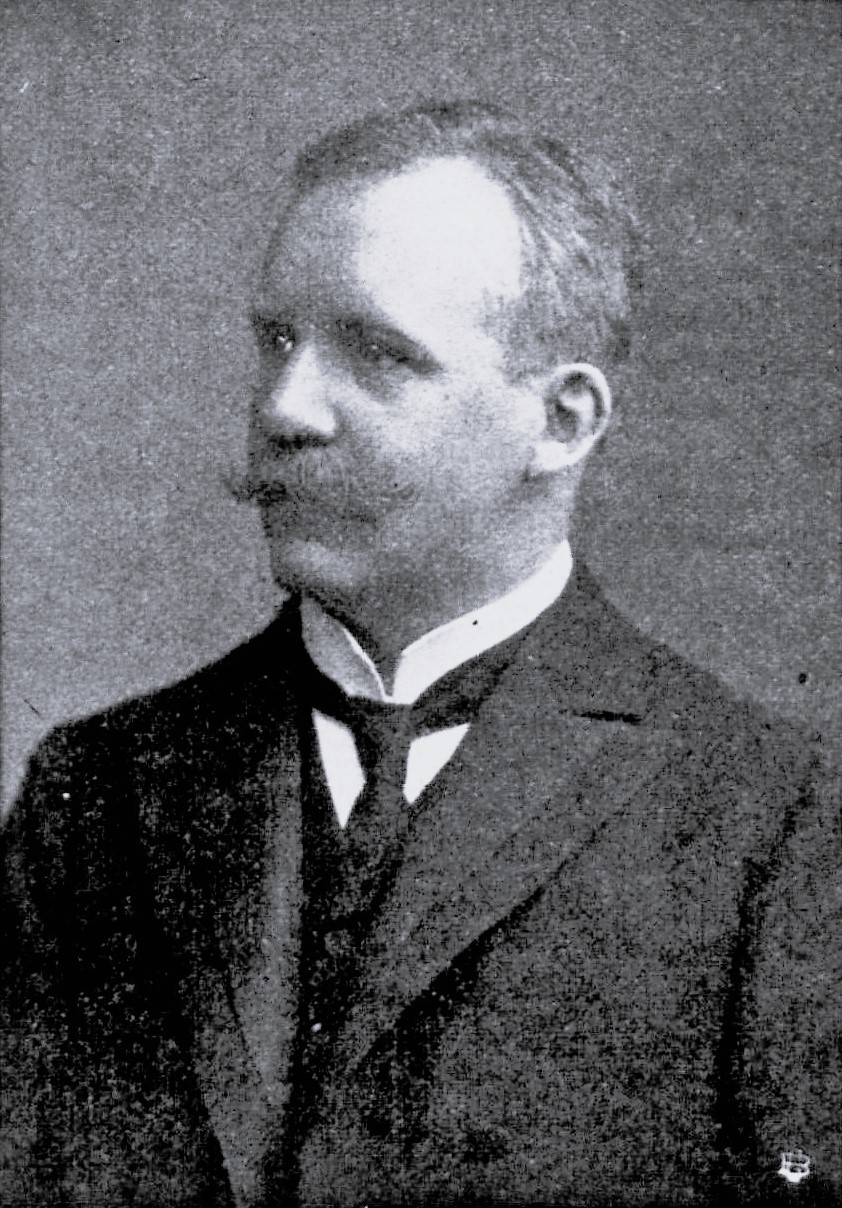
Bürgerschaftsmitglied

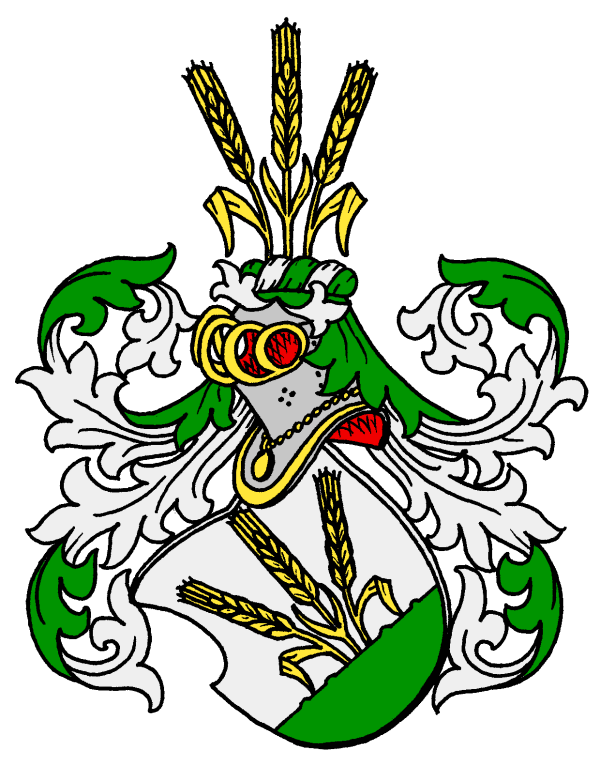
Familienwappen

Julius Vermehren (* 8. März 1855 in Lübeck; † 5. Februar 1928 ebenda) war ein deutscher Jurist, der als Rechtsanwalt und Notar arbeitete und Senator der Hansestadt Lübeck war.

## Leben

### Herkunft
Julius Vermehren war der Sohn des gleichnamigen Generalagenten der Deutschen Lebensversicherungs-Gesellschaft in Lübeck und dessen Ehefrau Wilhelmine Vermehren geb. Christern. Der Architekt Paul Vermehren war sein älterer Bruder. Nach dem frühen Tod des Vaters fiel die Aufgabe der Erziehung allein seiner Mutter zu, die auch andere Schüler in Pension aufnahm.

### Laufbahn
Nach dem Besuch der sogenannten Kandidatenschule ging er auf das Katharineum und legte hier zu Ostern 1874 unter Direktor Friedrich Breier das Abitur ab.
Er studierte Rechtswissenschaften an der Eberhard Karls Universität Tübingen, wo er Mitglied und später Ehrenmitglied des Corps Suevia war, und später an der Friedrich-Wilhelms-Universität Berlin. 
Bevor er zum Dr. jur. utr. (Doktor beiderlei Rechts) promovierte, genügte er beim heimischen Füsilierbataillon der 76er (den späteren 162ern) als Einjährig-Freiwilliger seiner Militärpflicht. Aus dieser nahm er nach mehreren Übungen als Landwehroffizier seinen Abschied. Als Ehrenmitglied im Kameradschaftsbund der 76er und 162er zu Lübeck trat er, wie wir der Festschrift zum 25-jährigen Bestehen aus dem Jahre 1920 mehrfach zeigt, durch sein Wirken aus der Masse der Mitglieder hervor.
Vermehren wurde in Lübeck 1879 als Rechtsanwalt und Notar zugelassen. Außerdem nahm er während mehrerer Jahre im Nebenamt die Stellung eines Staatsanwaltsgehilfen wahr. Am 26. Mai 1897 assoziierte er sich mit Ernst Wittern zu einer der größten Anwaltskanzleien der Stadt. Otto Schorer trat dieser am 15. März 1902 als dritter Teilhaber bei.
Als Mitbegründer des Vaterstädtischen Vereins übernahm er das Amt des Schriftführers und trug maßgeblich zur Gestalt des bürgerlichen Vereins bei. 
1887 wurde er in die Bürgerschaft und im Jahr darauf in den Bürgerausschuss gewählt. Beiden Körperschaften gehörte er, mit kurzen Unterbrechungen, bis zu seiner Wahl in den Senat an. Er wurde mehrfach als Mitglied bedeutender Kommissionen und Deputationen gewählt. Das Vertrauen seiner Mitbürger berief ihn am 26. Oktober 1903 in die Stelle des zweiten Wortführers der Bürgerschaft.
Als bürgerlicher Deputierter gehörte er während seiner 25-jährigen Tätigkeit der Verwaltungsbehörde für städtische Gemeindeanstalten, der Steuerbehörde, der Zentral-Armendeputation und der Oberschulbehörde an.
Nebenher war er im gemeinnützigen und politischen Bereich tätig. Als Mitbegründer des Reichsvereins führte er bis 1896 dessen Vorsitz. Auf seine Anregung hin wurde 1902 die Ortsgruppe des Deutschen Ostmarken-Vereins ins Leben gerufen. Im selben Jahr berief ihn der Lübeckische Anwalt-Verein an seine Spitze. Die Hanseatische Anwaltskammer berief ihn in ihren Vorstand. Auch dem Vorstand der St.-Marien-Gemeinde gehörte er über Jahre hinweg an.
1904 wurde er anstelle des verstorbenen Heinrich Alphons Plessing Mitglied des Lübecker Senats. Als Senator war er ab 1904 Rathausherr, in der Beamtenkommission, der Steuerbehörde und der Zollkommission sowie in weiteren Fachkommissionen tätig. Seit 1917 war Vermehren in der Kommission für Reichs- und Auswärtige Angelegenheiten und seit 1919 stellvertretender Bevollmächtigter der Stadt beim Reichsrat.
Im Ehrenamt war er seit 1904 Vorsteher der Bruskow-Stiftung, der von-Stiten-Stiftung und der von-Wickede-Stiftung, seit 1915 auch der Westerauer Stiftung. Er wohnte im Haus Königstraße 39 und hatte ein Sommerhaus vor dem Burgtor, Jerusalemsberg 6.
Er wurde von Emil Possehl zu einem von dessen vier Testamentsvollstreckern bestimmt. Zudem führte er bis 1928 den Vorsitz der Possehl-Stiftung.
Das Vermehren’sche Familiengrab befindet sich auf dem Burgtorfriedhof.
Ihm zu Ehren benannte die Stadt 1965 in seinem Stadtteil St. Gertrud den Vermehrenring.

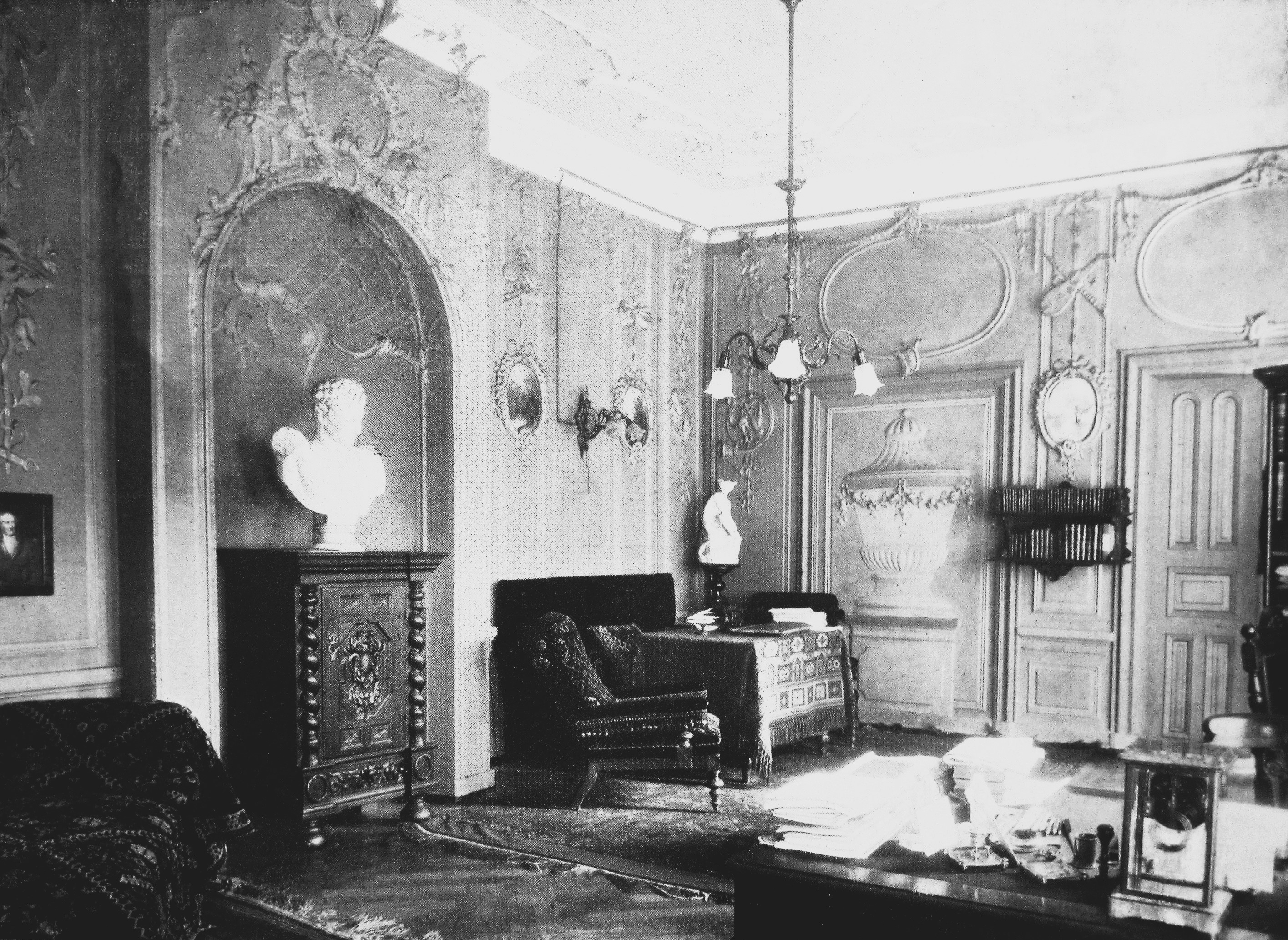
Arbeitszimmer des Senators Vermehren im Haus Königstraße 39 (um 1900)
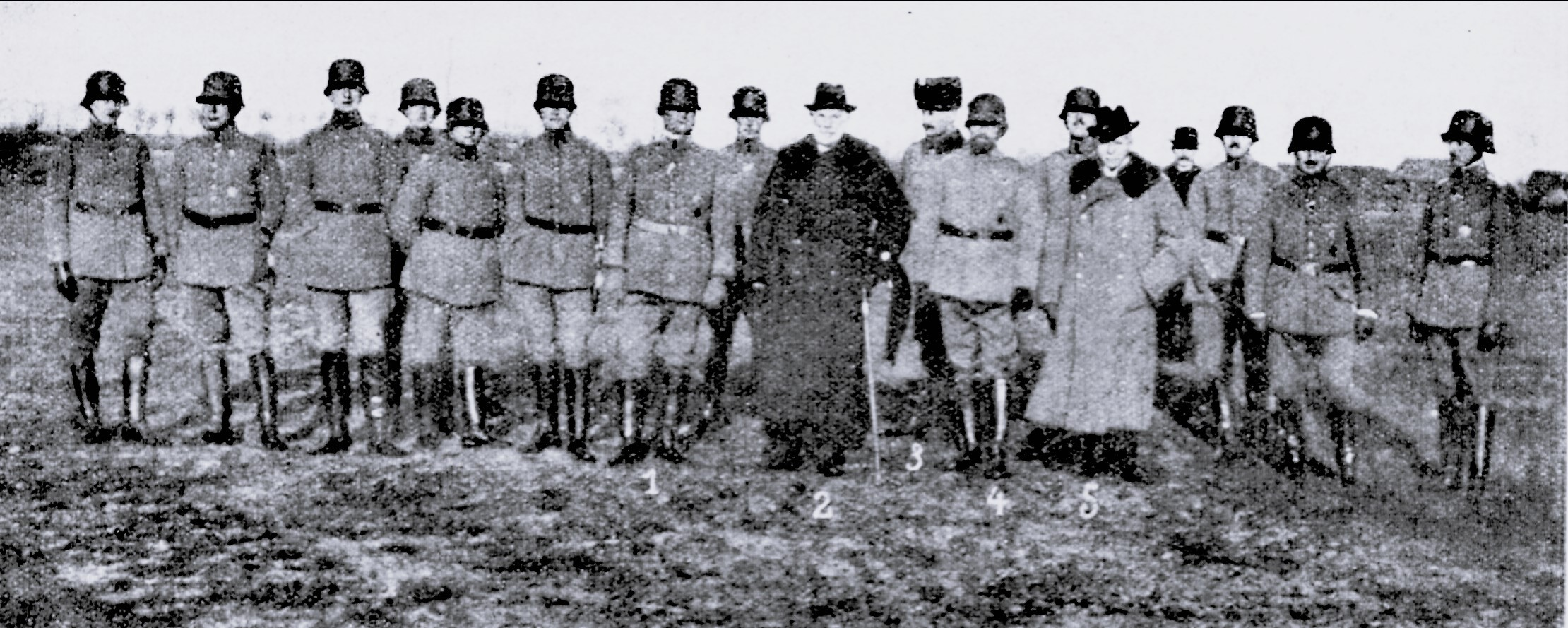
1916 zu Besuch beim Regiment Lübeck, Vermehren (13)
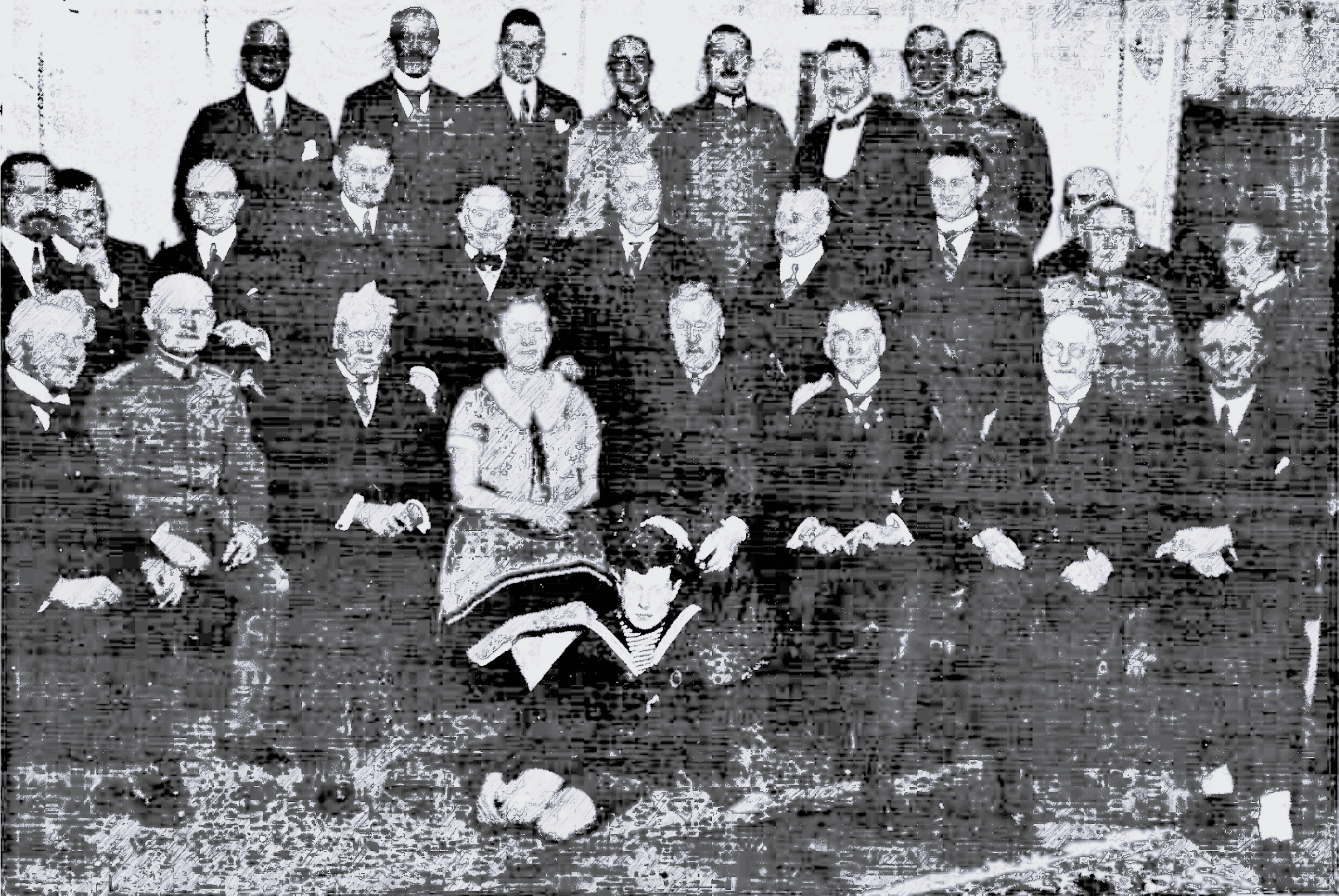
Teilnehmer an der Begrüßung Hugo Eckeners in der Villa Möller, vordere Reihe von links: Direktor Möller, Oberst Hartwig von Bülow, Senator Vermehren
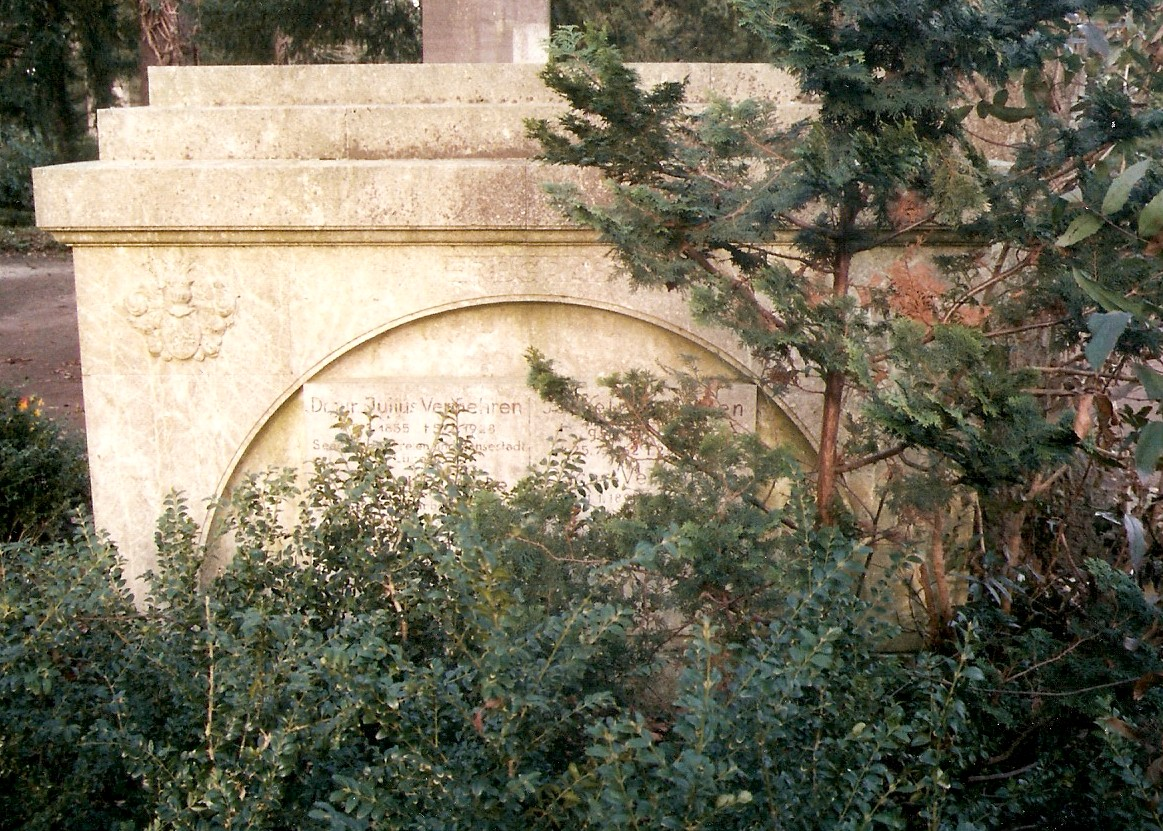
Vermehrens Grab auf dem neuen Teil des Burgtorfriedhofs

### Familie
Julius Vermehren war mit Isabell Nölting (1862–1956), einer Tochter von Carl Georg Nölting (1822–1889) und dessen Ehefrau Marie Auguste Angelika Nölting geb. Schultze (1833–1914) verheiratet. Die beiden hatten mit Erich, Oscar, Kurt und Felicitas vier Kinder.
Kurt und dessen Frau Petra schenkten ihm mit Isa, Erich (benannt nach seinem gefallenen Onkel) und Michael drei Enkel.

#### Erich Vermehren

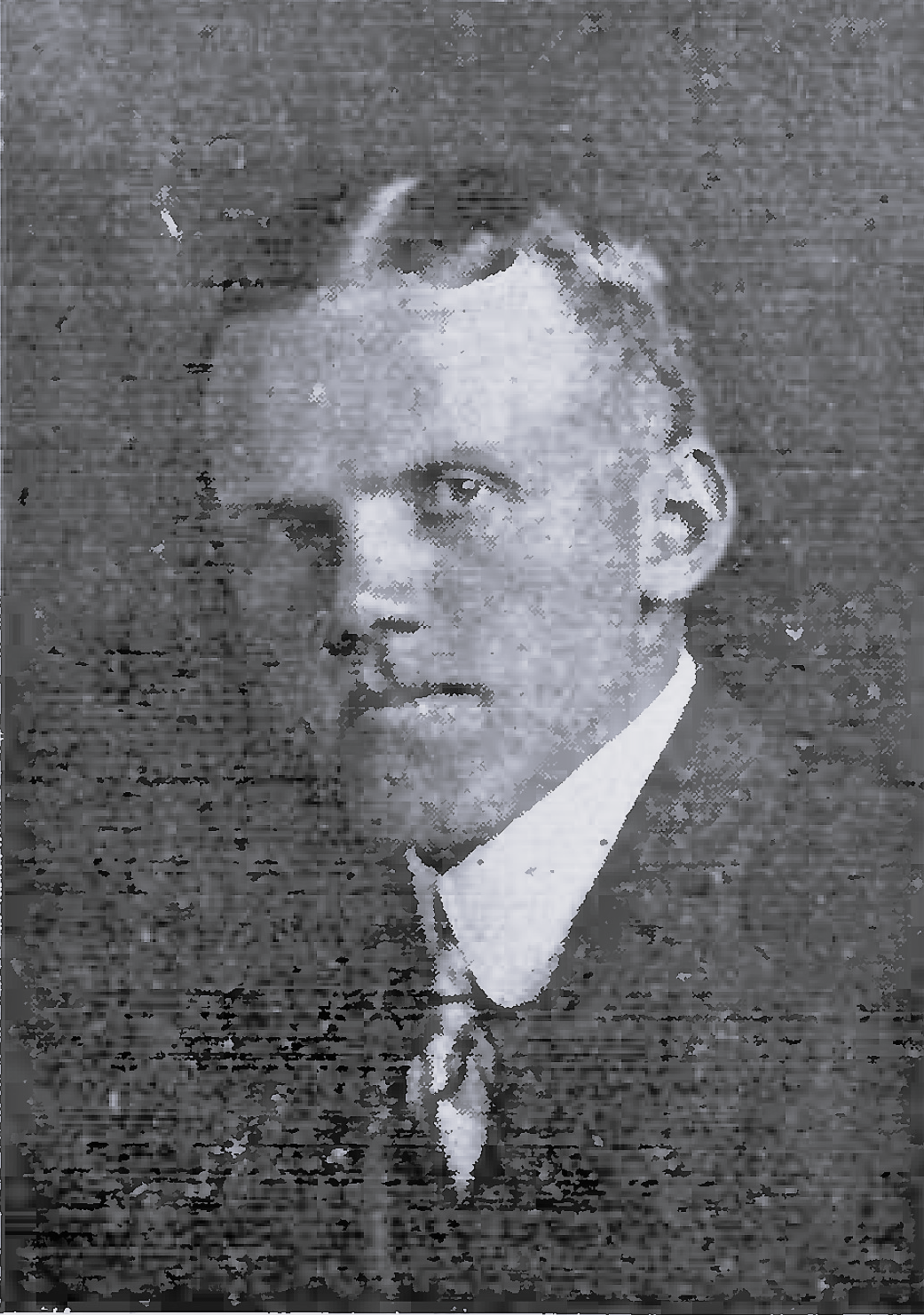

Erich Vermehren wurde am 23. August 1887 als dritter Sohn geboren. Er besuchte wie sein Vater zunächst das Progymnasium Dr. Bussenius, bevor er auf das Katharineum ging, wo er Ostern 1906 abschloss. Schon früh fasste er den Entschluss, in eine deutsche Kolonie zu gehen. Seine körperliche Konstitution, für die seine Eintragung auf der Tafel der Sieger im Fünfkampf in der Turnhalle des Katharineums zeugt, ließen ihn hierfür als besonders geeignet erscheinen.
Die vorbereitende kurze Ausbildung auf einem Gut in Holstein, Studien in der Kolonialschule in Witzenhausen, der Landwirtschaftliche Hochschule Berlin und das Dienstjahr beim Garde-Pionier-Bataillon waren seinem künftigen Beruf angepasst. Anschließend ging er jedoch nicht, wie ursprünglich geplant, nach Deutsch-Südwestafrika, sondern nach Mexiko. Dort bot sich ihm auf einem der Baumwollenranchos eines Deutschen namens Francke eine aussichtsreiche Anstellung. Er gewann das Vertrauen des Prinzipals und als er nach Deutschland zurückwollte, übertrug dieser ihm die selbstständige Leitung seiner Besitzungen und machte in zu seinem Teilhaber. Dessen Vertrauen war, auch während der bald darauf einsetzenden Mexikanischen Wirren, gerechtfertigt. Obwohl militärisch nicht gebunden, wollte er seinem Vaterland im Ersten Weltkrieg seine Dienste zur Verfügung stellen. Sein Teilhaber stellte ihn jedoch erst im Dezember 1914 dafür frei. 
Zu seinem alten Bataillon zurückgekehrt, wurde er im März 1915 als Offiziersstellvertreter einer Reserve-Pionierkompanie an der Ostfront zugewiesen. Nach einigen Wochen wurde er in den Rang eines Leutnants befördert. Vermehren erhielt das Eiserne Kreuz und nahm an den Kämpfen in Kurland teil. Am 20. Juli 1915 schwer verwundet, starb er am Folgetag.